# Somloire
Somloire és un municipi francès situat al departament de Maine i Loira i a la regió de País del Loira. L'any 2007 tenia 892 habitants.

## Demografia

### Població
El 2007 la població de fet de Somloire era de 892 persones. Hi havia 337 famílies de les quals 87 eren unipersonals (59 homes vivint sols i 28 dones vivint soles), 111 parelles sense fills, 123 parelles amb fills i 16 famílies monoparentals amb fills.
La població ha evolucionat segons el següent gràfic:
Habitants censats

### Habitatges
El 2007 hi havia 365 habitatges, 344 eren l'habitatge principal de la família, 6 eren segones residències i 15 estaven desocupats. 360 eren cases i 3 eren apartaments. Dels 344 habitatges principals, 263 estaven ocupats pels seus propietaris, 77 estaven llogats i ocupats pels llogaters i 4 estaven cedits a títol gratuït; 1 tenia una cambra, 20 en tenien dues, 38 en tenien tres, 77 en tenien quatre i 209 en tenien cinc o més. 299 habitatges disposaven pel capbaix d'una plaça de pàrquing. A 158 habitatges hi havia un automòbil i a 163 n'hi havia dos o més.

### Piràmide de població
La piràmide de població per edats i sexe el 2009 era:
| Homes | Edats   | Dones |
| ----- | ------- | ----- |
| 0     | 95 o +  | 0     |
| 4     | 90 a 94 | 0     |
| 12    | 85 a 89 | 20    |
| 0     | 80 a 84 | 8     |
| 20    | 75 a 79 | 20    |
| 16    | 70 a 74 | 16    |
| 24    | 65 a 69 | 16    |
| 28    | 60 a 64 | 28    |
| 28    | 55 a 59 | 20    |
| 20    | 50 a 54 | 32    |
| 48    | 45 a 49 | 20    |
| 16    | 40 a 44 | 28    |
| 48    | 35 a 39 | 20    |
| 20    | 30 a 34 | 12    |
| 32    | 25 a 29 | 28    |
| 32    | 20 a 24 | 28    |
| 40    | 15 a 19 | 24    |
| 12    | 10 a 14 | 36    |
| 20    | 5 a 9   | 16    |
| 16    | 0 a 4   | 0     |

## Economia
El 2007 la població en edat de treballar era de 496 persones, 376 eren actives i 120 eren inactives. De les 376 persones actives 361 estaven ocupades (211 homes i 150 dones) i 15 estaven aturades (6 homes i 9 dones). De les 120 persones inactives 57 estaven jubilades, 29 estaven estudiant i 34 estaven classificades com a «altres inactius».

### Ingressos
El 2009 a Somloire hi havia 371 unitats fiscals que integraven 930,5 persones, la mediana anual d'ingressos fiscals per persona era de 14.691 €.

### Activitats econòmiques
Dels 34 establiments que hi havia el 2007, 2 eren d'empreses alimentàries, 4 d'empreses de fabricació d'altres productes industrials, 4 d'empreses de construcció, 8 d'empreses de comerç i reparació d'automòbils, 2 d'empreses d'hostatgeria i restauració, 9 d'empreses financeres, 4 d'empreses de serveis i 1 d'una empresa classificada com a «altres activitats de serveis».
Dels 8 establiments de servei als particulars que hi havia el 2009, 1 era un taller de reparació d'automòbils i de material agrícola, 1 paleta, 2 electricistes, 1 empresa de construcció, 1 perruqueria, 1 veterinari i 1 restaurant.
Dels 2 establiments comercials que hi havia el 2009, 1 era una botiga de menys de 120 m² i 1 una fleca.
L'any 2000 a Somloire hi havia 52 explotacions agrícoles que ocupaven un total de 2.728 hectàrees.

## Equipaments sanitaris i escolars
El 2009 hi havia 2 escoles elementals.

## Poblacions més properes
El següent diagrama mostra les poblacions més properes.